# Kamienica Wilhelma Zimmermanna w Szczecinie
Kamienica Wilhelma Zimmermanna – kamienica zlokalizowana na narożniku ulicy Monte Cassino i ulicy Mazurskiej, przy placu Odrodzenia, na terenie szczecińskiego osiedla Centrum, w dzielnicy Śródmieście.

## Historia
Autorem pierwszego projektu kamienicy, powstałego w 1894 r. dla kupca Louisa Cohna, był architekt W. Trost. Trzy lata później działkę zakupił architekt Wilhelm Zimmerman. Dokonawszy zmian w oryginalnym projekcie, Zimmerman wzniósł czteropiętrową, narożną kamienicę. Począwszy od 1905 r. do II wojny światowej kamienica jeszcze kilkukrotnie zmieniała właściciela. W czasie bombardowań alianckich Szczecina zniszczeniu uległ dach kamienicy wraz z trzecim piętrem. Po zakończeniu wojny budynek odbudowano w uproszczonej formie, rezygnując z odtworzenia uszkodzonych detali. Po pewnym czasie zlikwidowano spadzisty dach i nadbudowano w jego miejscu dodatkową kondygnację.

## Opis
Pierwotnie kamienica była obiektem trzypiętrowym. Zarówno elewacja od strony ulicy Mazurskiej, jak i od ulicy Monte Cassino jest 11-osiowa. Od strony ul. Monte Cassino osie nr 3, 4 i 8, 9 między parterem a drugim piętrem umieszczono w ryzalitach, a od strony ul. Mazurskiej osie nr 3-5 i 8-10 wbudowano na wysokości pierwszego i drugiego piętra w wykusze. Okna ryzalitów ozdobiono naczółkami, a przestrzeń między oknami pierwszej i drugiej kondygnacji wypełniono płycinami. Trzecie piętro, współcześnie bezstylowe, pierwotnie zdobił gzyms koronujący, a ponad trzema środkowymi osiami dodatkowo wysoki szczyt z okienkami poddasza. Fasada od strony placu Odrodzenia jest sześcioosiowa i wyróżnia się ryzalitem, w którym umieszczono dwie środkowe osie. Przed zniszczeniem w czasie wojny ryzalit zdobiły płyciny, naczółki, gzymsy oraz wysoki hełm z latarnią. Do czasów współczesnych ze zdobień ryzalitu dotrwały tylko dwie płyciny. 
Wewnątrz kamienicy zachowały się oryginalne kafelki w przedsionkach, sztukateria ścian i sufitów oraz częściowo balustrady schodów.

## Galeria

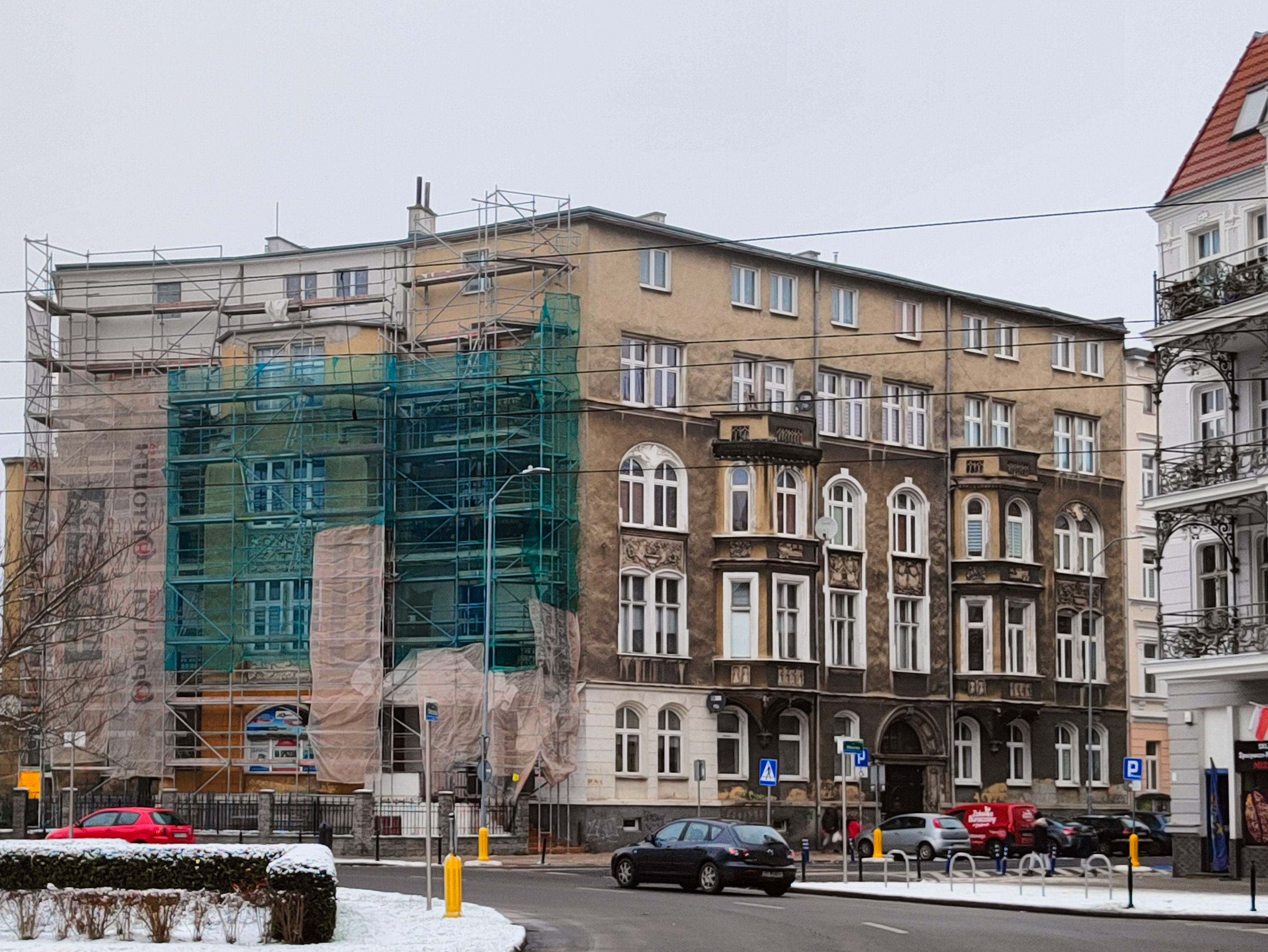
Remont elewacji frontowej, grudzień 2023
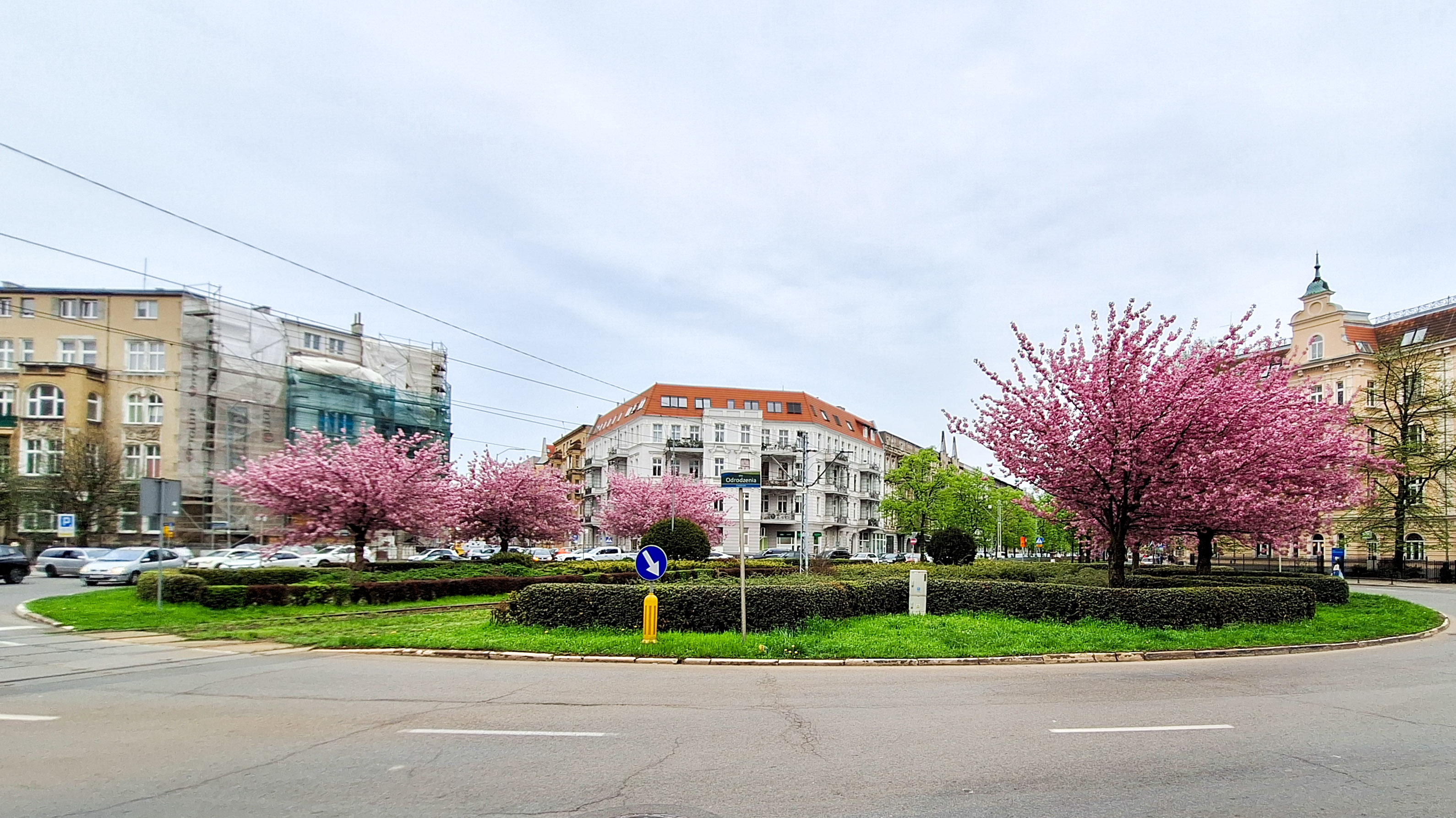
Remont elewacji frontowej, kwiecień 2023